# Georg Albertsen
Georg Albert Christian Albertsen (ur. 12 lipca 1889 we Frederiksbergu, zm. 28 kwietnia 1961 w Gentofte) – duński gimnastyk, medalista olimpijski.
W 1920 r. reprezentował barwy Danii na letnich igrzyskach olimpijskich w Antwerpii, zdobywając złoty medal w ćwiczeniach wolnych drużynowo.